# Manfred Hettling
Manfred Hettling (* 24. März 1956 in Ulm) ist ein deutscher Historiker.

## Leben
Manfred Hettling studierte Mathematik, Geschichte, Germanistik, Sozialwissenschaft und Sprecherziehung an der Universität Regensburg. Nachdem er 1980 die Sprecherzieherprüfung abgelegt hatte, setzte er das Studium der Geschichte und Germanistik an der Universität Bielefeld fort, das er mit dem Staatsexamen abschloss. Darauf folgten 1989 die Promotion und 1997 die Habilitation. Von 2001 bis 2022 war er Professor für Neuere und Neueste Geschichte an der Martin-Luther-Universität Halle.
Seine Forschungsinteressen beziehen sich auf Bürgertum und bürgerliche Gesellschaft, Bürgergesellschaft in Deutschland und Japan sowie Politischen Totenkult in Deutschland im Vergleich. Hettling war 2015 Gastprofessor an der Universität Tokio.

## Veröffentlichungen (Auswahl)
- Reform ohne Revolution. Bürgertum, Bürokratie und kommunale Selbstverwaltung in Württemberg von 1800 bis 1850. Vandenhoeck und Ruprecht, Göttingen 1990 (= Kritische Studien zur Geschichtswissenschaft, Bd. 86), ISBN 978-3-525-35749-1.
- Politische Bürgerlichkeit. Der Bürger zwischen Individualität und Vergesellschaftung in Deutschland und der Schweiz von 1860 bis 1918. Vandenhoeck und Ruprecht, Göttingen 1999, ISBN 978-3-525-35678-4.
- mit Gesine Foljanty-Jost: Formenwandel der Bürgergesellschaft – Japan und Deutschland im Vergleich. Martin-Luther-Universität Halle-Wittenberg, Halle 2009, ISBN 978-3-86829-138-4.
- mit Michael G. Müller, Guido Hausmann (Hrsg.): Die „Judenfrage“ – ein europäisches Phänomen? Metropol, Berlin 2013, ISBN 978-3-86331-125-4.
- mit Richard Pohle (Hrsg.): Bürgertum. Bilanzen, Perspektiven, Begriffe. Vandenhoeck & Ruprecht, Göttingen 2019, ISBN 978-3-525-31080-9.
- als Herausgeber mit Christian Fuhrmeister, Wolfgang Kruse und Bernd Ulrich: Volksbund Deutsche Kriegsgräberfürsorge. Entwicklungslinien und Probleme, be.bra, Berlin 2019, ISBN 978-3-95410-254-9.